# Jason Alexander
Jason Alexander (Newark, 23. rujna 1959.) je američki televizijski i filmski glumac, najpoznatiji po ulozi neurotičnog Georgea Costanze u TV seriji Seinfeld.

## Vanjske poveznice
- Jason Alexander u internetskoj bazi filmova IMDb-u (engl.)